# Chisindia
Chisindia è un comune della Romania di 1 490 abitanti, ubicato nel distretto di Arad, nella regione storica della Transilvania.
Il comune è formato dall'unione di 3 villaggi: Chisindia, Păiușeni, Văsoaia.